# Schweizerbach (Rems, Lorch)
Der Schweizerbach, im Volksmund auch Haselbach, ist ein auf dem Hauptstrang 111⁄2 km langer Zufluss der mittleren Rems aus dem Welzheimer Wald, der bei Lorch von rechts und Norden mündet. Das von ihm durchlaufene Haselbachtal ist ein Naherholungsgebiet.
Die Rems hat am Unterlauf bei Weinstadt einen weiteren linken Zufluss des Namens Schweizerbach aus dem Schurwald von ähnlicher Größe.

## Namensgebung
Im Volksmund ist der Name Schweizerbach nicht geläufig. Die Bezeichnung könnte daher rühren, dass Türhüter seit dem 17. Jahrhundert als Schweizer bezeichnet wurden. Dafür spricht, dass vor allem der Unterlauf des Baches als Schweizerbach bezeichnet wird, also der Laufabschnitt, an dem auch die Zollstationen zwischen Württemberg und der freien Reichsstadt Schwäbisch Gmünd lagen. Eine weitere mögliche Erklärung ist die Übertragung vom Beruf des Schweizers, diesmal verstanden als Bezeichnung des Viehhirten, auf Gebiet und Bach. Dass der Gewässerzug überwiegend auf der oder in der Nähe der Grenzen zwischen insgesamt vier Gemeinden fließt, die einstens auch in verschiedenen Herrschaften lagen, könnte auch zur Uneinigkeit in der Benennung beigetragen haben – in seinem Tallauf trägt der Hauptstrang des Bachs vier verschiedene Bezeichnungen, der Quellbach auf der Hochebene um Mutlangen eine weitere: Wettenbach → (Mutlanger) Haselbach → Tannbach → Waldauer Bach → Schweizerbach.

## Geographie

### Zuflüsse und Verlauf
Der Schweizerbach hat ein eigenes, sehr umfangreiches System von Zuflüssen.
Die Hauptarme sind:
- Waldauer Bach mit Oberlauf Haselbach (ab Mutlangen) und den Zuflüssen Tannbach, Buchfeldbach, Maibach
- Haldenbach
- Haselbach (von Alfdorf her) mit dem Zufluss Eisenbach
- Mühlbach mit dem Zufluss Brecherbach
- Haselbach (von Großdeinbach her), er hat dem beliebten Naherholungsziel Haselbachtal seinen Namen gegeben. Dieser Bachname tritt, wie in dieser Liste ersichtlich, zweimal als Oberlaufname und ein weiteres Mal als Oberlaufabschnittsname auf. Ein weiterer Haselbach findet sich auch wenige Kilometer weiter westlich als Zulauf des abwärtigen Rems-Zuflusses Walkersbach.

Seitenarm ist der
- Mühlkanal zur Seemühle. Dieser Abzweig im unteren Bereich mündet zwischen den Gewannen Mühlwiese und Schafwiese selbständig und unterhalb des Hauptzweigs in die Rems.

Es scheint alles andere als Einigkeit zu bestehen, wo denn der „Schweizerbach“ seinen Anfangspunkt hat. In Karten ist der Name an unterschiedlichen Zuflüssen eingetragen. Im Oberlauf sind auch mehrere kleine Zuflüsse mit der Bezeichnung Haselbach versehen. Laut dem Geoportal Baden-Württemberg entsteht der Schweizerbach erst aus dem Zusammenfluss von Mühlbach und Waldauer Bach an der Brucker Sägmühle auf 302,6 m ü. NN ⊙ drei Kilometer vor der Mündung.
Der Kartenserver der Landesanstalt für Umwelt, Messungen und Naturschutz lässt den Hauptstrang des Schweizerbachs (mit 11,2 km Länge) nur wenige Meter nördlich von Mutlangen im Gewann Erlenäcker bzw. Wasserstall neben der Mutlanger Nordtangente Spraitbacher Straße auf etwa 459 m ü. NN entstehen, wo dem Bach sogleich die Straßenentwässerung zugeführt wird. ⊙ Dies entspricht der sukzessiven bergwärtigen Verlängerung des Unterlaufs an jeder Oberlaufgabel stets auf dem einzugsgebietsreicheren Ast und damit der hydrologisch üblichen Festlegung des sogenannten Hauptstrangs. (In diesem Fall ist der einzugsgebietsreichere Ast auch immer der längere.) Der Bach fließt zunächst unter dem Namen Wettenbach einen Kilometer in südlicher Richtung, knickt dann im Ortskern von Mutlangen nach Westen ab und fällt als nun Haselbach nach dem Ortsrand im Gewann Halde schnell ins Tal ab. Dort vereinigt er sich mit dem linken Maibach (auf 370,9 m ü. NN) und dann dem rechten Tannbach vor einer kurzen Tallichtung, dessen Namen er dann im nächstens Laufabschnitt trägt, nimmt wenige hundert Meter weiter nach ihr eben wieder im Wald den rechten Buchfeldbach auf, passiert die Mutlanger Kläranlage und schlängelt sich in natürlichen Windungen unterhalb des Tannwaldes bis zur Auenlichtung Pfauwiese, wo er sich mit dem Haldenbach vereinigt, der ihm von rechts und Norden zufließt.
Der Haldenbach seinerseits entspringt in Adelstetten auf etwa 485 m ü. NN unterhalb der ehemaligen Burg ⊙ und nimmt in seinem bald einsetzenden südlichen Waldklingental Quellen auf, die vom links offenen Hang unterhalb von Pfersbach aus zufließen, wo ebenfalls eine ehemalige Burg eingezeichnet ist. Vom Waldrand des Flurgewanns Eigen südlich von Adelstetten fließen dem Haldenbach noch weitere längere Bächlein teils durch ausgebildete Klingen zu, das letzte speist auch zwei Teiche und mündet an einer sumpfigen Stelle von rechts und Norden erst kurz vor dessen eigener Mündung in den Tannbach.
Nach dem Zusammenfluss mit dem Haldenbach fließt der Schweizerbach etwa einen Kilometer lang auf der Talsohle, wo er durch ein Wiesenband begleitet wird, bis zum Wohnplatz Haselbach, wo ihm auf 329,2 m ü. NN im Gewann Mühlwiesen von Norden der nächste größere Bach zufließt.
Der hier zumündende Haselbach scheint der wichtigste Namensgeber für das Gebiet zu sein, da sowohl ein Flurstück, als auch Ort und Tal den Namen tragen. Er entspringt im Gewann Bürlenshalde südlich des Alfdorfer Ortsteiles Bonholz auf knapp 450 m ü. NN. ⊙ Er fließt zunächst in südöstlicher Richtung und nimmt bis dahin schon mehrere namenlose Bäche auf und vereinigt sich im Gewann Bronnhalde, nach etwa der Hälfte seiner Länge, mit dem Eisenbach, der an der Utzenhalde in mehreren Quellen auf bis über 450 m ü. NN entspringt und unterhalb des Haselbacher Rains entlang nach Süden fließt.
Das ab hier nun Waldauer Bach genannte Gewässer fließt weiter in Richtung Westen, nimmt einen Bach vom linken Waldhang Viehweide herunter auf und bekommt an der Maierhofer Sägmühle Verstärkung durch ein Bächlein, dass sein dendritisch verzweigtes Quelltal zwischen Maierhof im Osten und Schölleshof im Westen in die Alfdorfer Ebene schneidet.
Der Schweizerbach biegt langsam in südliche Richtung ab, nimmt ein Bächlein aus der Säuklinge auf und vereinigt sich wenige Meter südlich der Brucker Sägmühle auf 302,6 m ü. NN mit dem Mühlbach zum Schweizerbach.
Der Mühlbach gräbt sein zuflussreiches Tal weit in die Pfahlbronn-Alfdorfer Hochebene. Seine östlichen Quellen entspringen westlich von Alfdorf nur wenige hundert Meter von denen des Haselbaches entfernt, die nördlichen ganz oben an der Schwarzjura-Stufenkante dicht am Siedlungskern Pfahlbronns, dessen Ortsmitte auf Höhen um und über 480 m ü. NN erbaut ist, während die westlichsten Quellen des Brecher Baches in der Winterhalde bei Pfahlbronn entspringen und hier nur wenige hundert Meter von den Quellen des benachbarten Götzenbaches entfernt sind. Mit der Schillergrotte in der Annaklinge, im Gewann Herrenhau, gibt es in diesem Tal ein weiteres Ziel für Wanderbegeisterte. Diese Sandsteinformation liegt etwa einen Kilometer nördlich des Lorcher Ortsteiles Bruck, nicht weit entfernt von der Schelmenklinge im jenseitigen Götzenbachtal.
Der Schweizerbach fließt schon ab seinem Zusammenfluss nach Süden, nimmt kleinere Bäche aus Kellerklinge und Hessenwald auf und erhält im Gewann Schweizersee Zufluss durch einen weiteren Gewässerast, der in den Karten ebenfalls als „Haselbach“ bezeichnet wird und deren längster Arm am Südwestrand von Großdeinbach im Gewann Hagwiesen entspringt.
Kurz nach dem Zulauf dieses letzten Haselbachs im Gewässersystem wird der Mühlkanal zur Lorcher Seemühle abgeteilt, der sich stärker nach Westen wendet, die Große Reute passiert und zwischen Mühlwiese und Schafwiese nacheinander die ehemalige Bundesstraße 29 (heute K 3313) und die Remstalbahn unterquert und gegenüber dem Goldwasen in die Rems mündet.
Der Hauptarm selbst verläuft weiter nah am Osthang des Tales, wo er noch mehrere kleine Bäche aufnimmt, das Wachthaus passiert und wie der Mühlkanal auch die Landstraße K 3313 sowie die Remstalbahn unterquert, um etwa 500 m weiter östlich zwischen zwei Sportplätzen beiderseits in der Aue des Flusses in die Rems zu münden.

### Einzugsgebiet
Das Einzugsgebiet umfasst 28,1 km². Es erstreckt sich von Mutlangen im Nordosten über die Ortschaften von Alfdorf auf der Schwarzjura-Hochebene im Norden zunächst nach Westen. Am Gegenfuß der Hochebene läuft die Lein träger ostwärts zum oberen Kocher, der erst weit unterhalb der Rems den Neckar erreicht. Dann wendet sich die Wasserscheide auf dem Brucker Kamm der Pfahlbronn-Alfdorfer Hochebene nach Süden, hinter ihr laufen Götzenbach und zuletzt dann der nähere Ilgenbach zur abwärtigen Rems.
Im Südosten beschränken nacheinander die Remszuflussketten von Rotenbach mit Deinbach, dann wenig bedeutsame Zuläufen im Schwäbisch Gmünder Stadtgebiet, dann des Wetzgauer Bachs das Einzugsgebiet. Östlicher Konkurrent ist ein rechter Oberlauf des Gmünder Sulzbachs.

### Ortschaften
Der Hauptstrang Wettenbach → (Mutlanger) Haselbach → Tannbach → Waldauer Bach → Schweizerbach des Schweizerbach durchfließt oder berührt die Gemarkungen von
- Ostalbkreis
  - Mutlangen mit dem Weiler Pfersbach
  - Stadt Schwäbisch Gmünd
- Rems-Murr-Kreis
  - Gemeinde Alfdorf mit den Ortsteilen Bonholz und Haselbach sowie den Höfen Maierhof, Maierhofer Sägmühle, Schölleshof,
    - Zum Gemeindeteil Pfahlbronn gehören das Dorf Pfahlbronn, die Weiler Adelstetten und Brech.
- Ostalbkreis
  - Stadt Schwäbisch Gmünd
    - Stadtteil Großdeinbach

  - Stadt Lorch mit dem Stadtteil Bruck und den Wohnplätzen Schafhaus und Wachthaus.

## Geologie und Landschaft
Die Quellen entspringen fast alle im Übergangsbereich zwischen der Unterjura-Hochebene um Pfahlbronn und den darunterliegenden Oberkeuper-Schichten. Das Bachsystem gräbt sich dann in die Keuperschichten steil ein und bildet meistens die für diese Stufenkante typischen Waldklingen aus.

## Fauna und Flora
Es gibt mehrere Orchideenarten (Zweiblatt, Waldvögelein und Knabenkräuter). In den Teichen und künstlich angelegten Tümpeln für Amphibien wachsen Seggen und Binsen sowie Sumpfdotterblume, auch Wasserschlauch und Froschbiss wurden schon gesichtet. Am Talausgang und bei den Weilern gibt es zahlreiche Streuobstwiesen. Oberhalb des Tales, an der Alten Brucker Steige wurden versuchsweise auch einige Mammutbäume aus königlich württembergischen Saatgut gepflanzt, von denen sieben Exemplare erhalten sind. Die Mischwälder, die zum großen Teil zu den Besitzungen des Klosters Lorch gehörten, sind sehr artenreich, an den Waldrändern gedeihen viele Arten von Büschen, wie Weißdorne, Faulbaum, Hartriegel, Holunder-Arten, Erlen und verschiedene Weiden und Pappeln, während auf den Höhen im Bereich Halde viele Lärchen gepflanzt wurden.
Die Fauna ist recht artenreich. Im Bach tummeln sich Bachflohkrebs, Köcherfliegen, Steinfliegen und andere wasserlebende Insekten. Von ihnen nähren sich Bachforellen und Mühlkoppen.
An Mollusken sind Flussmützenschnecke, Große Teichmuschel und Erbsenmuscheln hervorzuheben. Wasseramsel und Eisvogel sind regelmäßige Gäste, während Graureiher auch in den umliegenden Gehölzen nisten. In den dichten Wäldern sind auch Schnepfen heimisch und verschiedene Arten von Tag- und Nachtgreifvögeln brüten regelmäßig, ganz abgesehen vom Artenreichtum an Singvögeln. Vereinzelt stellen sich selbst Raubwürger ein. Die Säugetiere sind mit Rötel-, Wald-, Spitzmäusen, Maulwurf, Siebenschläfer, Eichhörnchen, Marder, Fuchs, Dachs, Hase, Reh sowie verschiedene Fledermaus-Arten vertreten.

## Geschichte

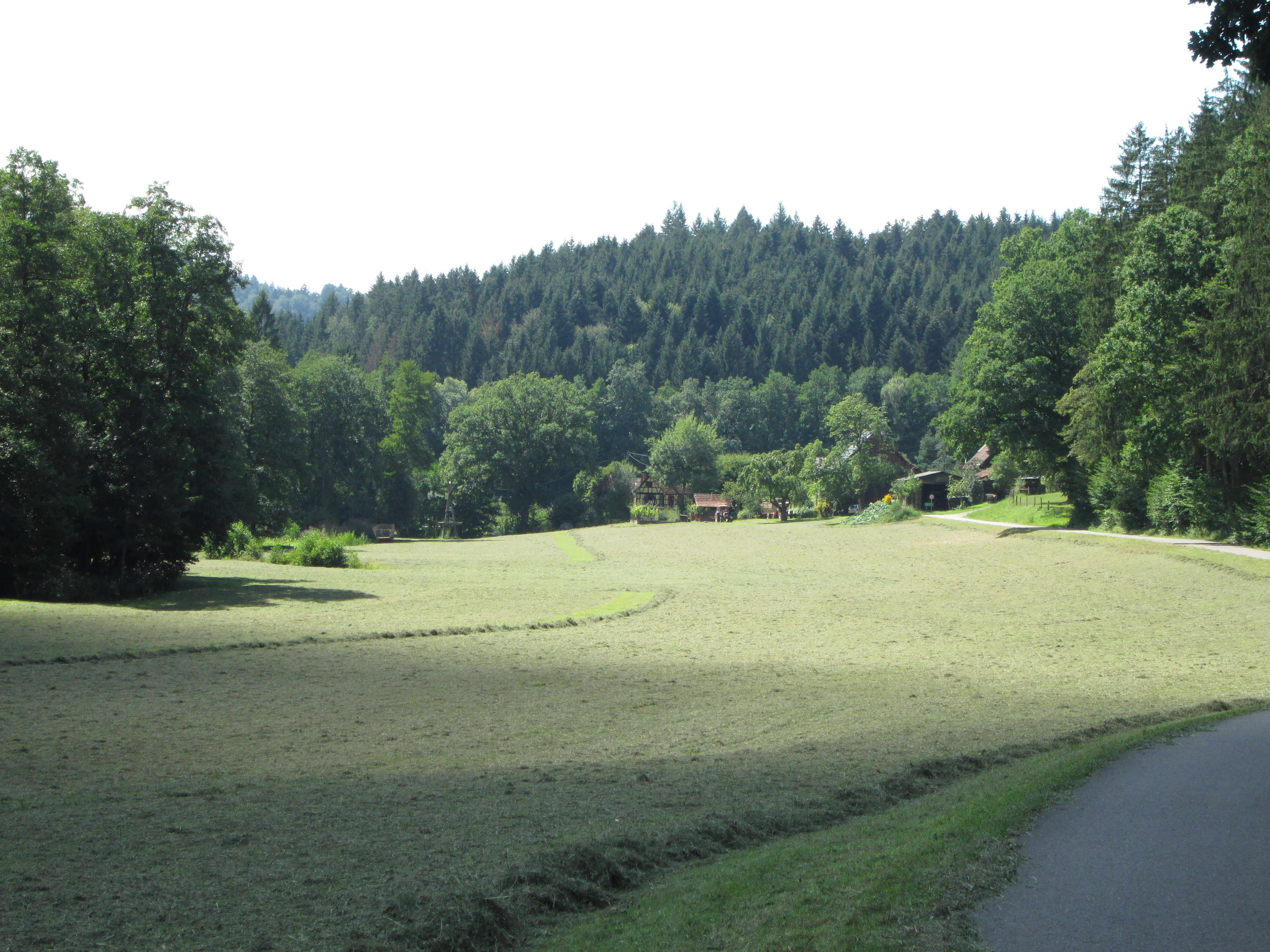
Im Tal des Schweizerbachs, Blick talabwärts auf die Maierhofer Sägmühle

Etwa im Gewann Schweizersee lief zur Römerzeit der Obergermanisch-Raetische Limes.
Späterhin bezeichnete der Schweizerbach die Grenze zwischen dem Württembergischen Lorch und der freien Reichsstadt Schwäbisch Gmünd. Daran erinnerte bis vor kurzem das Wachthaus, das aber gerade (2014) abgerissen wird, sowie das Söldhaus im Gmünder Wohnplatz Haselbach neben dem gleichnamigen Weiler Haselbach von Alfdorf. Im Haselbachtal gab es früher mindestens vier Mühlen – die Maierhofer und die Brucker Sägmühle, die Haselmühle und die Seemühle – die aber inzwischen seit Jahrzehnten nicht mehr in Betrieb sind. Die umfangreiche forstliche Nutzung wird durch Flurbezeichnungen deutlich wie Kilbenwiesen, wo früher Stammabschnitte (im Dialekt: „Kilben“) gelagert wurden, oder Koks, wo wohl ein Köhler zugange war.
Mindestens vier Burgen lagen früher an den oberen Taleinschnitten der Schweizerbach-Oberläufe.

### Schillergrotte
Die Schillergrotte in der Annaklinge wurde früh touristisch erschlossen, als Lorch noch Luftkurort und Naherholungsziel der Stuttgarter war. Der Legende nach soll dort in den Napoleonischen Kriegen ein Mädchen mit Namen Anna vor lüsternen französischen Soldaten versteckt gehalten worden sein. Friedrich Schiller, der als Kind einige Jahre in Lorch war, wurde Namenspate der Grotte.